# Ni (dwuznak)
Ni – dwuznak występujący w języku polskim, oznacza głoskę [ń] z samogłoską a, ą, e, ę, i, o, u, oznacza zmiękczone n. W pozostałych językach ni to nie dwuznak tylko 2 oddzielne litery.